# Utrakvismus

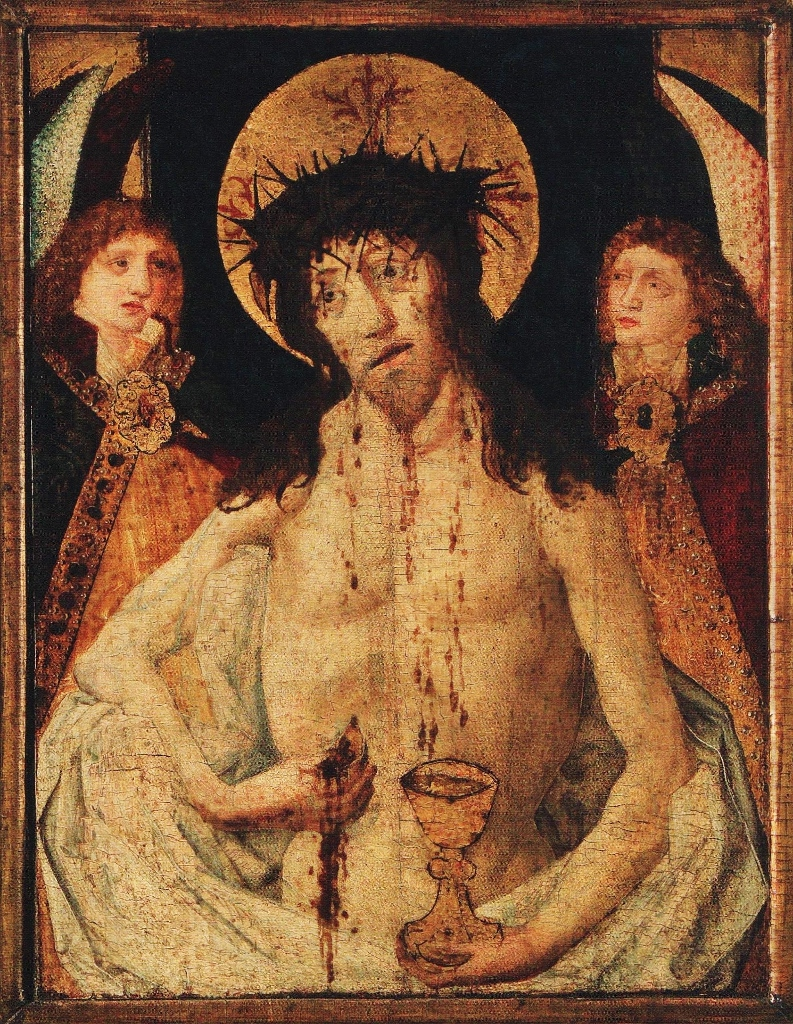
Obraz vytvořený kolem roku 1470 pro hlavní pražský utrakvistický kostel Matky Boží před Týnem zobrazuje Krista Bolestného, jak sám sebe v eucharistii dává pod obojí způsobou (z boku vytahuje hostii, do kalicha stéká jeho krev).

Utrakvismus, jehož stoupenci se označovali jako utrakvisté (utraquisté) či kališníci, je křesťanská konfese, která vzešla z české reformace (resp. husitství) a trvala až do rekatolizace po bitvě na Bílé hoře. V 15. století byl dominantní vírou v Čechách a silné zastoupení měl i na Moravě. Utrakvisté se ovšem vždy považovali za plnohodnotnou součást nerozdělené katolické církve.

## Název
Označení utrakvismus pochází z latinského sub utraque specie, čili „pod obojí způsobou“, což odkazuje na hlavní sebeidentifikace utrakvistů. Pojem husitství vznikl jako pejorativní označení zvnějšku a utrakvisté ho nikdy za svůj nepřijali. Pro období 16. století zavedl Ferdinand Hrejsa označení novoutrakvismus pro směry ovlivněné německým luterstvím, a staroutrakvismus pro ty, kteří zůstali věrní utrakvismu 15. století. Někteří současní historici tyto pojmy odmítají a novoutrakvismus nazývají českým luterstvím.

## Liturgie a věrouka
Již od 2. poloviny 14. století žádá reformní hnutí časté přijímání pro laiky a arcibiskup Jan z Jenštejna povolil každodenní přijímání. Hlavní odlišností utrakvismu se stalo znovuzavedení podávání pod obojí laikům zavedené zásluhou Jakoubka ze Stříbra, Jeronýma Pražského a Mikuláše z Drážďan na podzim 1414. Roku 1417 bylo uplatněno podávání eucharistie dětem (přijímání všech pokřtěných, communio parvulorum), zřejmě s ohledem na stejnou praxi v pravoslaví. Naproti tomu čeština se do liturgie prosazovala pomalu, nestala se nikdy hlavním požadavkem, latina byla nadále ve velké vážnosti a mešní kánon zůstal latinský.
Přijímání pod obojí způsobou bylo chápáno jako závazné z hlediska osobní spásy poukazem například na 6. kapitolu Janova evangelia. Kdo jí mé tělo a pije mou krev, má život věčný a já ho vzkřísím v poslední den. (Jan 6.54)
Specifickými svátky byl svátek Božího Těla, kdy byla konána procesí upozorňující na utrakvistickou úctu k Tělu a Krvi Páně, a 6. červenec, kdy si připomínali mučednickou smrt Jana Husa i Jeronýma Pražského, kteří byli oslavováni jako svatí. Jinak úcta ke svatým neměla větší roli, avšak tradiční svátky se slavily v nezměněné podobě.
Utrakvisté nepřijali teologické názory wiklifismu, ani ty, které zastával Jan Hus, (kromě učení o církvi) svou teologii založili hlavně na patristice. Naprosto podstatným bodem byla víra ve skutečnou přítomnost Krista v eucharistii.

## Církevní správa
Pro formulaci věroučných stanovisek i řešení praktických otázek byly v průběhu husitských válek rozhodujícími autoritami zemský sněm a pražská univerzita, také se často scházely synody. V té době se také ustanovila dolní konzistoř jako orgán vykonávající autoritu pražského arcibiskupství v sedisvakanci, která byla hlavou církevní organizace až do konce. Utrakvisté na Moravě měli podle basilejských kompaktát podléhat biskupům v Olomouci. V utrakvistickém období byl na utrakvistickém území zachován systém arciděkanství a děkanství včetně vizitací. Poté, co Jiří z Poděbrad dobyl Tábor, byla táborská církev podřízena konzistoři.
Utrakvismus trval na svěcení kněží v apoštolské posloupnosti, k čemuž nejprve sloužil arcibiskup Konrád z Vechty. Jan Rokycana byl za arcibiskupa zvolen zemským sněmem, ale nikdy nebyl vysvěcen. Po basilejském koncilu přišel do Čech jako světící biskup Filibert z Coutances v Normandii, z francouzského rodu De Mondieu. Později získali utrakvisté ještě Augustina Lucianiho (Sankturienského) a Filipa de Nova Villa. Světící biskupové neměli v církvi žádnou moc. Augustin i Filip se po neshodě s konzistoří usadili v Kutné Hoře, která měla vlastní konzistoř, jíž podléhalo asi 20 farností v kutnohorském okolí.
V době nepřítomnosti biskupů museli kandidáti kněžství putovat do Itálie za biskupy, kteří byli ochotni tyto světit. V několika případech je také doloženo svěcení od arménských biskupů ve Lvově. Náklady na tuto cestu většinou neslo město, ve kterém se dotyčný zavázal na několik let ke službě kaplana. V souladu se čtvrtým z pražských artikulů nemohli kněží disponovat majetkem farnosti (na místo toho bylo ustanoveno záduší), zpravidla byli chudší než jejich okolí. Zejména v 16. století byl problémem nedostatek kněží.

## 16. a 17. století
V průběhu 16. století došlo k rozmachu luterství, rovněž Jednota bratrská posilovala své pozice. Většina šlechty přestoupila k některé z těchto konfesí a prosadila je i na svých panstvích. Utrakvismus zůstal zastoupen hlavně ve městech, která po roce 1547 ztratila velkou část své moci. V důsledku katolické reformy (protireformace) se zvýšil i tlak katolické strany a utrakvismus se ocitl mezi dvěma mlýnskými kameny. Ferdinand I. Habsburský se však snažil podporovat utrakvismus jako protiváhu ostatních směrů reformace. Po dlouhém úsilí přiměl tridentský koncil k uznání přijímání pod obojí. Koncil však současně zakázal podávání eucharistie dětem a ctění Jana Husa jako svatého. Ferdinand I. zamýšlel, že by obnovené pražské arcibiskupství sloužilo oběma konfesím, avšak Antonín Brus z Mohelnice odmítal světit utrakvistické kněze.
Rovněž ze strany protestantismu byl vyvíjen tlak na to, aby utrakvisté opustili to, co je spojovalo s katolickou církví. V době české konfese utrakvisté ještě odolávali, avšak po Rudolfově majestátu se dolní konzistoř a jí podléhající utrakvistické farnosti dostaly do vlivu protestantských stavů. Mnozí přesvědčení utrakvističtí kněží v této době raději přestoupili do katolické církve, kde mohli nadále podávat pod obojí.
Definitivní potlačení utrakvismu můžeme položit do období pobělohorské rekatolizace. Na rozdíl od členů i duchovních jiných nekatolických církví byl však vstup bývalých utrakvistů do katolické církve spíše formální záležitostí, což jen dokládá fakt, že utrakvismus byl teologicky i formálně blíže katolicismu (předtridentskému) než protestantismu, jak jej formulovala i reformace.

## Hodnocení
Barokní dějepisectví pojímalo utrakvistické období jako integrální součást českých dějin. Jeho odsudky se soustředily na radikální projevy husitství a lutherské reformace 16. století. V dějinách utrakvismu hledal inspiraci osvícenský reformní katolicismus (tereziánský reformní katolicismus), např. Josef Dobrovský.
Naopak v průběhu 2. poloviny 19. a první poloviny 20. století převážily odsudky pokompaktátního utrakvismu. Nejvlivnějšími reprezentanty tohoto přístupu byli František Palacký a Tomáš Garrigue Masaryk. Podle jejich názoru představoval utrakvismus nedokončenou reformaci a tedy zbytečný kompromis. Vrcholem české reformace pro ně byla Jednota bratrská.
Nové docenění utrakvismu mezi historiky a teology se datuje od 80. let dvacátého století, v souvislosti s tehdejší diskusí o toleranci v návaznosti na kulaté výročí Kutnohorského náboženského míru z roku 1485. Tehdy vyjádřili své názory např. Josef Macek, Robert Kalivoda, Amedeo Molnár, Josef Válka, Noemi Rejchrtová a další.
K odkazu utrakvismu se hlásí například Starokatolická církev, která v Čechách na utrakvistickou tradici vědomě navázala již na konci 19. století, či Církev československá husitská.
Západní římskokatolická církev na svém Druhém vatikánském koncilu uznala význam přijímání podobojí a místní biskupové mohou tuto praxi povolit. V římskokatolické církvi se v České republice pod obojí podává při slavnostních příležitostech a o velkých svátcích; v jiných zemích to není příliš běžné.